# 후베르트 카
후베르트 카(독일어: Hubert Kah)는 독일의 신스팝 밴드이다. 밴드의 멤버 후베르트 켐러(독일어: Hubert Kemmler, 1961년 3월 21일 ~ )는 독일의 음악가, 작곡가, 프로듀서이다.